# Казаново
Казаново (грч. Κοτύλη, Котили) је насељено место у општини Пеонија у периферији Средишња Македонија, Грчка. Према попису из 2021. године било је 20 становника.
Према бугарском географу и историчару, Василу Канчову, у Казанову је 1900. године живело 200 Словена хришћана. За време Другог балканског рата 1913. године, приликом наступања грчке војске село је страдало а његово становништво је избегло. После Првог светског рата сеоско земљиште је откупљено од неколико велепоседничких породица, чији је родоначелник био Котили, по коме је насеље названо.